# یونیورس تودی
یونیورس تودی (به انگلیسی: Universe Today, UT) به‌معنای جهان امروز، یک روزنامهٔ برخط غیرتجاری دربارهٔ فضا و اخترشناسی است که توسط فریزر کین و به ویراستاری نانسی اتکینسون در سال ۱۹۹۹ بنیادگذاری‌ شد. این وب‌گاه برای بحث دربارهٔ جهان امروز و پرسش‌های درخواستی در مورد فضا مورد استفاده قرار می‌گیرد.